# Automeris corollaria
Automeris corollaria é uma espécie de mariposa do gênero Automeris, da família Saturniidae.